# Elaphoglossum heterostipes
Elaphoglossum heterostipes är en träjonväxtart som beskrevs av Richard Eric Holttum 1966. Elaphoglossum heterostipes ingår i släktet Elaphoglossum och familjen Dryopteridaceae. Inga underarter finns listade.